# Каркінітсько-Північнокримський прогин
Каркіні́тсько-Північнокри́мський прогин — тектонічна структура другого порядку на півдні Східноєвропейської платформи. 

## Розташування
Він охоплює північну частину Присивашшя, Рівнинного Криму і прилягаючу до нього акваторію північно-західного шельфу Чорного моря, включаючи Каркінітську затоку. Його північна межа трасується умовно по ізогіпсі поверхні кристалічного фундаменту − 2500 м, з якою в плані приблизно збігається область розвитку скорочених потужностей крейдово-палеогенових відкладів. Південним закінченням прогину є схил Каламітсько-Центральнокримського мегапідняття та його акваторіального продовження.

## Склад
Каркінітсько-Північнокримський грабеноподібний прогин є глибокою депресією субширотного простягання, яка виповнена потужною товщею (до 10-11 км) нижньокрейдових теригенно-глинистих і вулканогенних, верхньокрейдових — еоценових глинисто-карбонатних та міоцен-пліоценових карбонатно-глинистих утворень. В розрізі, з півночі на південь, прогин асиметричний. Його північний борт побудований достатньо просто, як похила монокліналь південного падіння, яка ускладнена виступами, структурними носами, рідше локальними складками, які проявлені здебільшого в нижніх горизонтах осадового чохла.
Центральна частина прогину і його південний борт побудовані значно складніше. У відкладах апту-альбу це чітко виражений грабен, обмежений з півдня і з півночі системою розломів як поздовжнього так і діагонального орієнтування, з амплітудою зміщення по докрейдових відкладах близько 1,5-2 км.